# Форотик (Караш-Северин)
Форотик (рум. Forotic) насеље је у Румунији у округу Караш-Северин у општини Форотик. Oпштина се налази на надморској висини од 142 m.

## Прошлост
Према "Румунској енциклопедији" место се први пут помиње 1597. године. Поново се јавља 1690-1700. године. Православна црква брвнара подигнута је 1710. године.  
Аустријски царски ревизор Ерлер је 1774. године констатовао да место припада Жамском округу, Вршачког дистрикта. Становништво је било претежно влашко.

## Становништво
Према подацима из 2002. године у насељу је живело 1917 становника.

### Попис2002.
| Расподела становништва по националности 2002.‍ | Расподела становништва по националности 2002.‍ | Расподела становништва по националности 2002.‍ | Расподела становништва по националности 2002.‍ | Расподела становништва по националности 2002.‍ |
| --------------------------------------------- | --------------------------------------------- | --------------------------------------------- | --------------------------------------------- | --------------------------------------------- |
|                                               |                                               |                                               |                                               |                                               |
| Румуни                                        | Румуни                                        |                                               | 1.750                                         | 91,6%                                         |
| Мађари                                        | Мађари                                        |                                               | 6                                             | 0,3%                                          |
| Роми                                          | Роми                                          |                                               | 133                                           | 7,0%                                          |
| Немци                                         | Немци                                         |                                               | 22                                            | 1,2%                                          |

### Хронологија
| Година       | 1992 | 1993 | 1994 | 1995 | 1996 | 1997 | 1998 | 1999 | 2000 | 2001 | 2002 | 2003 | 2004 | 2005 | 2006 | 2007 | 2008 | 2009 | 2010 | 2011 | 2012 | 2013 | 2014 | 2015 | 2016 | 2017 |
| ------------ | ---- | ---- | ---- | ---- | ---- | ---- | ---- | ---- | ---- | ---- | ---- | ---- | ---- | ---- | ---- | ---- | ---- | ---- | ---- | ---- | ---- | ---- | ---- | ---- | ---- | ---- |
| Становништво | 1995 | 1942 | 1912 | 1872 | 1853 | 1826 | 1821 | 1793 | 1768 | 1761 | 1776 | 1774 | 1828 | 1802 | 1787 | 1806 | 1813 | 1818 | 1838 | 1842 | 1833 | 1824 | 1819 | 1789 | 1774 | 1751 |